# (6463) Isoda
(6463) Isoda est un astéroïde de la ceinture principale.

## Description
(6463) Isoda est un astéroïde de la ceinture principale. Il fut découvert le 13 janvier 1994 à Kitami par Kin Endate et Kazuro Watanabe. Il présente une orbite caractérisée par un demi-grand axe de 2,62 UA, une excentricité de 0,18 et une inclinaison de 11,9° par rapport à l'écliptique.

## Compléments